# 今池地下街
今池地下街（いまいけちかがい）とは、愛知県名古屋市千種区にあった日本の地下街。

## 概要
運営は名古屋交通開発機構株式会社により行われていた。千種地下街と共に、名古屋の地下街としては初めて廃止されることが決まり、2013年（平成25年）3月に閉鎖された。

## テナント
- 妙香園
- 白洋舍
- ル・フェール
- ウーマン
- クイックメンド
- 華苑
- スッポン堂（2009年（平成21年）4月退店）
- 助健堂
- ムラホ
- 有隣堂書店
- ふる里
- 札幌ラーメン熊ちゃんの店

## その他
隣接する一光セントラルビル、新今池ビルとも連絡している。